# Sequenze

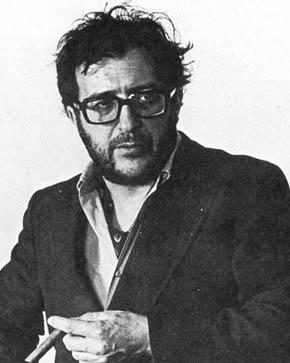
Luciano Berio, compositeur des Sequenze, dans les années 1970.

Les Sequenze (pluriel de Sequenza en italien), ou Sequenzas, sont un ensemble de pièces virtuoses pour instrument soliste de Luciano Berio, dont la création s'étale entre 1958 et 2003.
Les Sequenze constitue désormais des pièces incontournables pour instruments solistes du répertoire instrumental du XXe siècle, qui sont des témoignages des différents styles de langage de Luciano Berio. Edoardo Sanguineti, poète et ami, a créé un texte pour chaque Sequenza, qu’il a appelé «Incipit sequentia sequentiarum, quae est musica musicarum secundum lucianum ».

« Composer pour un virtuose digne de ce nom n’est aujourd’hui valable que pour consacrer un accord particulier entre le compositeur et l’interprète et aussi comme témoignage d’un rapport humain. »

— Luciano Berio

## Liste
La liste des Sequenze est la suivante :
- 1958 : Sequenza I pour flûte, œuvre ouverte, avec notation proportionnelle
- 1963 : Sequenza II pour harpe
- 1966: Sequenza III pour voix de femme
- 1966 : Sequenza IV pour piano
- 1966 : Sequenza V pour trombone
- 1967 : Sequenza VI pour alto
- 1969 : Sequenza VII pour hautbois
- 1975 : Sequenza VIII pour violon, en hommage à la Chaconne de la partita no 2 en ré mineur de Bach
- 1980 : Sequenza IX pour clarinette
- 1981 : Sequenza IXb pour saxophone alto
- 1984 : Sequenza X pour trompette
- 1988 : Sequenza XI pour guitare
- 1993 : Sequenza XII pour basson, avec de longues notes tenues dérivantes, presque spectrales
- 1995 : Sequenza VIIb pour saxophone soprano
- 1996 : Sequenza XIII pour accordéon
- 2002 : Sequenza XIV pour violoncelle
- 2003 : Sequenza XIVb pour contrebasse